# Antoni Janssen
Antonius Janssen (Eindhoven, 4 maart 1750 - Eindhoven, 30 december 1817) is een voormalig burgemeester van de Nederlandse stad Eindhoven. Janssen werd geboren als zoon van burgemeester Johannes Jacobus Janssen en Elisabeth Sledden. Zijn zonen Johannes Jacobus Janssen en Josephus Johannes Janssen werden ook burgemeester.
Hij was koopman en burgemeester van Eindhoven in 1778 en 1779. In 1786 was hij lid van het Eindhovens Pattriotistisch Genootschap 'de Vaderlandsche Sociëteit Concordia’, van 1803 tot 1810 was hij schepen van Eindhoven, van 1814 tot 1817 raadslid.  
Janssen werd, na Johannes Theodorus Smits, zijn mede-handelsfirmant in textiel, als rijkste persoon van Eindhoven beschouwd. 
Hij trouwde te Eindhoven op 18 augustus 1776  met Johanna Marcella van Hooff, dochter van burgemeester Martinus van Hooff en Anna Elisabeth Bols van Arendonck en zuster van de bekende patriot Johan Frederik Rudolph van Hooff, gedoopt te Eindhoven  op 8 september 1752, overleden in Eindhoven op 2 april 1815. 